# Spot.us
Spot.Us war eine US-amerikanische Non-Profit-Organisation, die mittels Crowdsourcing und Crowdfunding Bürger, Journalisten und Medienunternehmen auf einem virtuellen Marktplatz zusammenbrachte. Es wurde von David Cohn gegründet, welcher dafür von der Knight Foundation einen Zuschuss von 340.000 US-Dollar erhielt. Die New York Times porträtierte in der Reihe „Week in Review“ das neue Konzept im August 2008. Spot.Us befasste sich hauptsächlich mit Projekten in oder nahe dem Hauptsitz in der San Francisco Bay Area. Spot.us wurde im Februar 2015 geschlossen.

## Konzept
Reportagen entstehen entweder aus einem Pitch oder aus einem Tipp. Ein Pitch ist das Angebot eines Journalisten, für eine bestimmte Summe Geld über ein Thema zu schreiben. Ein Tipp ist der Artikelwunsch eines Bürgers über ein Thema. Wenn ein Journalist das Thema aufgreifen will, wird er dazu einen Pitch erstellen. Besucher können dann einen Pitch mit Spenden finanzieren. Kleinere Reportagen kosten einige hundert Dollar, die größten kosten einige tausend Dollar. Die fertigen Reportagen sind mit einer Creative Commons Lizenz verfügbar. Sie können auf der Website kostenlos gelesen werden und von den Medien kostenlos verwendet werden. Medien können für eine begrenzte Zeit das Copyright für einen Artikel erlangen, indem sie mehr als 50 % des Betrags spenden.

## Geschichte
Spot.Us arbeitet mit Partnern wie der New York Times, Annenberg School of Communications, Oakland Tribune, San Francisco Magazine, Earth Island Journal und The Public Press zusammen.
Im April 2010 wurde mit spotus.it eine von Spot.Us unabhängige Organisation mit ähnlichem Konzept in Italien gegründet. Im Mai 2010 startete die australische Website youcommnews, finanziert durch die Public Interest Journalism Foundation. Spot.Us wurde im November 2011 von American Public Media übernommen, nach dem Abgang wichtiger APM-Mitarbeitenden und einer negativen Entwicklung der Pitches im August 2013 pausiert und im Februar 2015 definitiv geschlossen.